# Unité urbaine de Munster
L'unité urbaine de Munster est une unité urbaine française centrée sur la commune de Munster, dans le département du Haut-Rhin en région Grand Est.

## Données générales
Dans le zonage réalisé par l'Insee en 2010, l'unité urbaine était composée de dix communes.
Dans le nouveau zonage réalisé en 2020, elle est composée des dix mêmes communes.
En 2022, avec 11 872 habitants, elle représente la 6e unité urbaine du département du Haut-Rhin.
En 2020, sa densité de population s'élève à 119 hab/km2. Par sa superficie, elle représente 2,83 % du territoire départemental et, par sa population, elle regroupe 1,54 % de la population du département du Haut-Rhin.

## Composition 2020 de l'unité urbaine
Elle est composée des dix communes suivantes :
| Nom                     | Code Insee | Département | Statut       | Superficie (km2) | Population (dernière pop. légale) | Densité (hab./km2) | Modifier                                    |
| ----------------------- | ---------- | ----------- | ------------ | ---------------- | --------------------------------- | ------------------ | ------------------------------------------- |
| Munster (ville-centre)  | 68226      | Haut-Rhin   | ville-centre | 8,64             | 4 709 (2022)                      | 545                | modifier les données · modifier les données |
| Breitenbach-Haut-Rhin   | 68051      | Haut-Rhin   | banlieue     | 9,27             | 811 (2022)                        | 87                 | modifier les données · modifier les données |
| Eschbach-au-Val         | 68083      | Haut-Rhin   | banlieue     | 4,84             | 377 (2022)                        | 78                 | modifier les données · modifier les données |
| Griesbach-au-Val        | 68109      | Haut-Rhin   | banlieue     | 4,73             | 682 (2022)                        | 144                | modifier les données · modifier les données |
| Gunsbach                | 68117      | Haut-Rhin   | banlieue     | 6,18             | 864 (2022)                        | 140                | modifier les données · modifier les données |
| Hohrod                  | 68142      | Haut-Rhin   | banlieue     | 5,49             | 358 (2022)                        | 65                 | modifier les données · modifier les données |
| Luttenbach-près-Munster | 68193      | Haut-Rhin   | banlieue     | 7,86             | 774 (2022)                        | 98                 | modifier les données · modifier les données |
| Muhlbach-sur-Munster    | 68223      | Haut-Rhin   | banlieue     | 7,88             | 817 (2022)                        | 104                | modifier les données · modifier les données |
| Soultzeren              | 68317      | Haut-Rhin   | banlieue     | 18,37            | 1 152 (2022)                      | 63                 | modifier les données · modifier les données |
| Stosswihr               | 68329      | Haut-Rhin   | banlieue     | 26,40            | 1 328 (2022)                      | 50                 | modifier les données · modifier les données |

## Évolution démographique
| 1968   | 1975   | 1982   | 1990   | 1999   | 2009   | 2014   | 2020   |
| ------ | ------ | ------ | ------ | ------ | ------ | ------ | ------ |
| 11 417 | 11 444 | 10 991 | 11 123 | 11 918 | 12 309 | 11 834 | 11 834 |

#### Données générales
- Unité urbaine
- Aire d'attraction d'une ville
- Aire urbaine (France)
- Liste des unités urbaines de France

#### Données démographiques en rapport avec l'unité urbaine de Munster
- Aire d'attraction de Colmar
- Arrondissement de Colmar-Ribeauvillé

#### Données démographiques en rapport avec le Haut-Rhin
- Démographie du Haut-Rhin